# 劉天健
劉天健（1963年1月20日—2016年3月12日），台灣流行歌曲詞曲作家、製作人和貝斯手。1988年和徐德昌、齊秦、江建民和涂惠元組成虹樂團及虹音樂工作室。自入行起製作了近百張專輯，代表作有劉德華《男人哭吧不是罪》、動力火車〈無情的情書〉等 ，也是讓Ella進入S.H.E的推手。曾在上華、索尼、華納等唱片公司擔任要職，擔任台視《超級偶像》評審、北京衛視《最美和聲》製作人等。曾擔任汶萊商超級娛樂公司大中華區董事總經理和北京京奇非凡影視文化有限公司董事總經理。2016年3月12日劉天健病逝，享年53歲。同年3月23日下午3時，劉天健骨灰在萬里天祥寶塔禪寺入塔。

## 組成虹樂團
- 1988年虹樂團成立，共經歷三代成員，劉天健參與第一代及第二代，職位為貝斯手。

## 工作經歷
| 年代         | 任職單位                       | 職稱                                                      | 製作歌手 |
| 1986〜1987年 | 綜一唱片（綜一股份有限公司）   | 音樂製作人                                                | 齊秦、楊林 |
| 1987〜1990年 | 虹音樂工作室                   | 音樂監製及製作部經理                                      | 趙傳、齊秦、齊豫、潘越雲、張瓊瑤、陳小霞 |
| 1990〜1994年 | 科藝百代股份有限公司           | 國內部市場總監                                            | 東方快車、巫啟賢、鄺美雲、李碧華 |
| 1994〜1996年 | 台灣滾石唱片股份有限公司       | 音樂製作人                                                | 趙傳、萬芳、張艾嘉、辛曉琪、李心潔、梁家輝、Beyond 、張震嶽、金智娟、齊秦 |
| 1996〜1999年 | 上華國際企業股份有限公司       | 音樂總監                                                  | 許茹芸、動力火車、李翊君、齊秦、熊天平、范曉萱、許美靜、阮丹青、黃乙玲、迪克牛仔、高勝美 |
| 2000〜2001年 | 華研國際音樂股份有限公司       | 副總經理                                                  | SHE、動力火車、袁惟仁、董事長樂團 |
| 2001〜2006年 | 新力博德曼音樂娛樂股份有限公司 | 華語事業處處長、國內部總監(2001-2005) 副總經理(2005-2006) | 王菲、周杰倫、F4、王力宏、蔡依林、莫文蔚、黃義達、可米小子、謝霆鋒、伍思凱、張信哲、庾澄慶、李玟、黃大煒、游鴻明、陳冠宇、黃湘怡、柯有倫、楊丞琳、蔡旻佑                                                                        |
| 2006〜2008年 | 華納國際音樂股份有限公司       | 董事總經理                                                | 蕭亞軒、孫燕姿、F.I.R.、辛曉琪、方大同、郭采潔、蔡淳佳、楊宗緯、劉德華、Linkin Park、James Blunt、Daniel Powter、Click Five、MCR、Ayaka、Kobukuro、Yui Aragaki、Forever Love、Music & Lyrics                                    |
| 2008〜2011年 | 台灣索尼音樂娛樂股份有限公司   | 大中華區總經理                                            | 王力宏、楊丞琳、王若琳、林育羣、言承旭、黃義達、柯有綸、戴愛玲、蔡旻佑、［紅花樂團］、張懸、1976樂團 王力宏Music-Man2009~2010世界巡迴演唱會 王若琳The Adult storybook2009~2010世界演唱會 楊丞琳 標新立異2010~2011世界巡迴演唱會 |
| 2011〜2016年 | 汶萊商超級娛樂製作有限公司     | 大中華區董事總經理                                        | 張芸京、謝博安、黃文星、朱俐靜、楊蒨時及超級偶像各屆選手 2010、2012金曲獎頒獎典禮及評審 2012王力宏Music-Man2鳥巢巡迴演唱會 |
| 2013〜2016年 | 北京京奇非凡影視文化有限公司   | 董事總經理                                                | 2013周杰倫北京及天津演唱會、SHE北京演唱會 |

## 音樂作品
| 演唱者        | 歌曲名稱                   | 作曲          | 填词             |
| ------------- | -------------------------- | ------------- | ---------------- |
| 劉德華        | 男人哭吧不是罪             | 劉天健        | 劉德華           |
| 齊秦          | 多少                       | 劉天健        | 王祖賢           |
| 齊秦          | 这一次我絕不放手           | 劉天健        | 許常德           |
| 齊秦          | 暴雨将至                   | 劉天健        | 許常德           |
| 趙傳          | 给所有知道我名字的人       | 劉天健        | 李宗盛           |
| 趙傳          | 我的諾言                   | 劉天健        | 劉天健           |
| 趙傳          | 那年的話                   | 劉天健        | 易家揚           |
| 趙傳          | 所有的夢都仍然無恙         | 趙傳          | 劉天健           |
| 趙傳          | 新勸世歌                   | 趙傳/劉天健   | 鄭智化           |
| 趙傳          | 蝴蝶飄呀飄                 | 劉天健        | 孫維君           |
| 趙傳          | 小孩                       | 劉天健        | 姚謙             |
| 許茹芸        | 你是最爱                   | 劉天健        | 許常德/李素珍    |
| 許茹芸        | 爱在黑夜                   | 劉天健        | 許常德           |
| 許茹芸        | 我依然爱你                 | 劉天健        | 許常德           |
| 許茹芸+蘇永康 | 恆星                       | 劉天健        | 施人誠           |
| 范曉萱        | 我愛洗澡                   | 劉天健        | 許常德           |
| 范曉萱        | 風                         | 劉天健        | 黃桂蘭           |
| 迪克牛仔      | 最后一首歌                 | 劉天健        | 許常德           |
| 熊天平        | 雪候鸟                     | 劉天健        | 許常德           |
| 熊天平+齊秦   | 愚人碼頭                   | 劉天健        | 許常德           |
| 張信哲        | 爱情餘味                   | 劉天健        | 李焯雄           |
| 動力火車      | 無情的情書                 | 劉天健        | 許常德/李素珍    |
| 動力火車      | 我不知道                   | 劉天健        | 許常德           |
| 動力火車      | 第二次分手                 | 劉天健        | 許常德           |
| 動力火車      | 背叛情歌                   | 劉天健        | 許常德/李素珍    |
| 周渝民        | 心疼                       | 劉天健        | 陳鎮川/何定海    |
| 黄乙玲        | Radio的點歌心情(台語)      | 劉天健        | 許常德           |
| 黄乙玲        | 最後火車站(台語)           | 劉天健        | 許常德/林秋離    |
| 李翊君        | 諾言                       | 劉天健        | 丁曉雯           |
| 李翊君        | 我没有醉                   | 劉天健        | 許常德           |
| 李翊君        | 最愛最恨多是你             | 劉天健        | 許常德/李素珍    |
| 李翊君        | 浪花                       | 劉天健        | 瓊瑤             |
| 東方快車      | 牵引着你的心               | 姚可傑        | 姚可傑/劉天健    |
| 呂方          | 如果愛他比愛我更快樂(國語) | 劉天健        | 鄔裕康           |
| 高明瀚        | 你可知道我是多麼愛你       | 吳旭文        | 易家揚/劉天健    |
| 張學友        | 冰冷的手                   | 黃大軍/劉天健 | 宋天豪（國語版） |
| 張學友        | 冰冷的手                   | 黃大軍/劉天健 | 向雪懷（粵語版） |
| 巫奇          | 感慨                       | 劉天健        | 何啟弘           |
| 許元成        | 口是心非(台語)             | 劉天健        | 陳玉貞           |
| 許元成        | 二月三十(台語)             | 劉天健        | 許常德           |
| 張衛健        | 伴郎                       | 劉天健        | 何啟弘           |
| 王力宏        | 眼睛                       | 劉天健        | 許常德           |
| 李亞明        | 很想找一個人說說話         | 劉天健        | 許常德           |
| 歐陽菲菲      | 出境入境                   | 劉天健        | 李素珍           |
| 袁詠儀        | 大聲唱歌                   | 劉天健        | 施立             |

## 相關網站
- 劉天健追思音樂會-Facebook （页面存档备份，存于）
- 劉天健追思音樂會-微博 （页面存档备份，存于）
- 劉天健微博 （页面存档备份，存于）